# Alexander Karlowitsch Meister

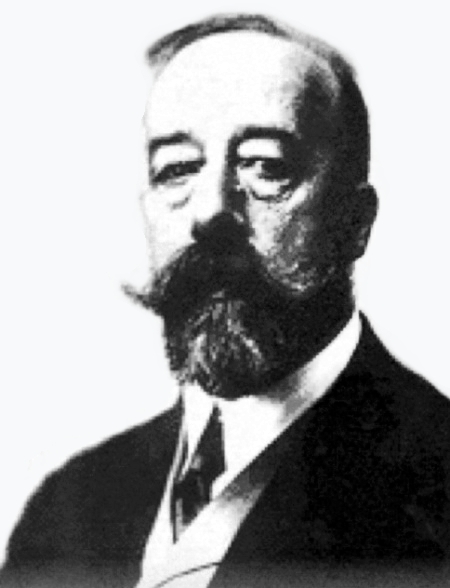
Alexander Meister

Alexander Karlowitsch Meister (russisch Александр Карлович Мейстер; * 1865 in Moskau; † 25. November 1938 in Leningrad) war ein russischer Geologe, Petrograph und Mineraloge.

## Leben
Meister studierte an der Universität Moskau und am St. Petersburger Bergbau-Institut mit Abschluss 1893. 1894 wurde er etatmäßiger Geologe des Geolkom (Geologisches Komitee des Allrussischen Geologischen Instituts). Er forschte in der Turgai-Steppe zwischen Ural und Aralsee, in der Jenissei-Region, im Rajon Bodaibo, in der Ujesd Bargusin und in Südtransbaikalien und erkundete dort die Tektonik. Im Jenissei-Rajon untersuchte er die Goldgehalte und bestimmte die günstigsten Orte für die Goldsuche. Unter seiner Leitung wurde die erste geologische Karte Sibiriens herausgegeben. Er wurde Doktor der geologisch-mineralogischen Wissenschaften und Professor. 1908 erhielt er die Prschewalski-Medaille der Russischen Geographischen Gesellschaft.
Nach der Oktoberrevolution war Meister 1918–1921 Direktor der Geolkom (nach Walerian Nikolajewitsch Weber). Darauf war er Leiter der Abteilung für Geologie und Wirtschaft und Assistent der folgenden Geolkom-Direktoren Anatoli Nikolajewitsch Rjabinin, Nikolai Nikolajewitsch Jakowlew (1923–1926) und Dmitri Iwanowitsch Muschketow (1926–1929). Danach war er wegen seiner abnehmenden Sehschärfe nur noch wissenschaftlich-literarisch tätig.
1938 wurde Meister Opfer des Großen Terrors mit postumer Rehabilitierung. Sein früherer Chef Muschketow war bereits 1937 mit anderen Geologen verhaftet (wegen Gründung einer konterrevolutionären terroristischen Gruppe 1930) und am  18. Februar 1938 in Leningrad erschossen worden. Meisters Bruder Georgi Karlowitsch Meister war am 11. August 1937 verhaftet worden und wurde die Nr. 92 auf der Saratow-Erschießungsliste mit 170 Personen, die vom NKWD-Major Wladimir Jefimowitsch Zessarski zusammengestellt und von Stalin, Woroschilow, Molotow und Kaganowitsch am 21. Januar 1938 unterschrieben worden war. Das Militärkollegium des Obersten Gerichts der UdSSR verkündete das Todesurteil, und die Erschießung erfolgte am gleichen Tag.
Nach Meister wurden Schichten des oberen Devons in Kasachstan, einige Taxa alter Organismen und einzelne Arten von Ectoprocta, Trilobitomorpha, Brachiopoda und Archaeocyatha benannt.